# George Bingham (6e comte de Lucan)
Pour les articles homonymes, voir George Bingham et Bingham.
George Charles Patrick Bingham, 6e comte de Lucan (24 novembre 1898 - 21 janvier 1964), connu sous le nom de Lord Bingham de 1914 à 1949, est un pair irlandais, un soldat britannique et un homme politique travailliste.

## Biographie
Il est le fils aîné de George Bingham (5e comte de Lucan) et de sa femme, Violet Sylvia Blanche, fille de J. Spender Clay. Il fait ses études au Collège d'Eton et au Collège militaire royal de Sandhurst.
Il entre au Collège militaire royal de Sandhurst et est nommé sous-lieutenant dans les Coldstream Guards, pendant la Première Guerre mondiale. Restant dans l'armée, il fréquente le Collège d'état-major de Camberley. Il est colonel et commande le 1er bataillon du régiment de 1940 à 1942 pendant la Seconde Guerre mondiale. De 1942 à 1945, il est directeur adjoint de la défense au sol au ministère de l'Air.
Il succède à son père dans le comté en 1949 et prend place sur les bancs travaillistes de la Chambre des lords. Lord Lucan sert sous Clement Attlee comme capitaine du Yeomen of the Guard (whip en chef adjoint à la Chambre des lords) de 1950 à 1951 et en tant que sous-secrétaire d'État aux relations avec le Commonwealth en 1951. Entre 1954 et 1964, il est whip en chef de l'opposition à la Chambre des lords.

## Mariage et enfants
Lord Lucan se marie le 23 décembre 1929 avec Kaitlin Elizabeth Anne Dawson, fille du capitaine Edward Stanley Dawson, deuxième fils de Richard Dawson (1er comte de Dartrey). Ils ont deux fils et deux filles :
- Jane Bingham (née le 13 octobre 1932) mariée en 1960 à James Driscol Griffin et a une fille, trois fils ;
- Richard John Bingham (7e comte de Lucan) (né le 18 décembre 1934, disparu en novembre 1974), et père de trois enfants, Frances, George Bingham (8e comte de Lucan) (en) et Camilla ;
- Sarah Bingham (née le 5 septembre 1936) mariée en 1958 à William Gibbs et a trois filles, un fils ;
- Hugh Bingham (24 avril 1939 - juillet 2018, Afrique du Sud).

Lucan est décédé le 21 janvier 1964, âgé de 65 ans, résidant au 11 Hanover House, Regents Park, Londres. Son fils aîné, qui a fait de grandes pertes de jeu, est légalement présumé avoir assassiné la nounou de ses enfants et a soudainement disparu en 1974.